# Halové mistrovství Evropy v atletice 1992

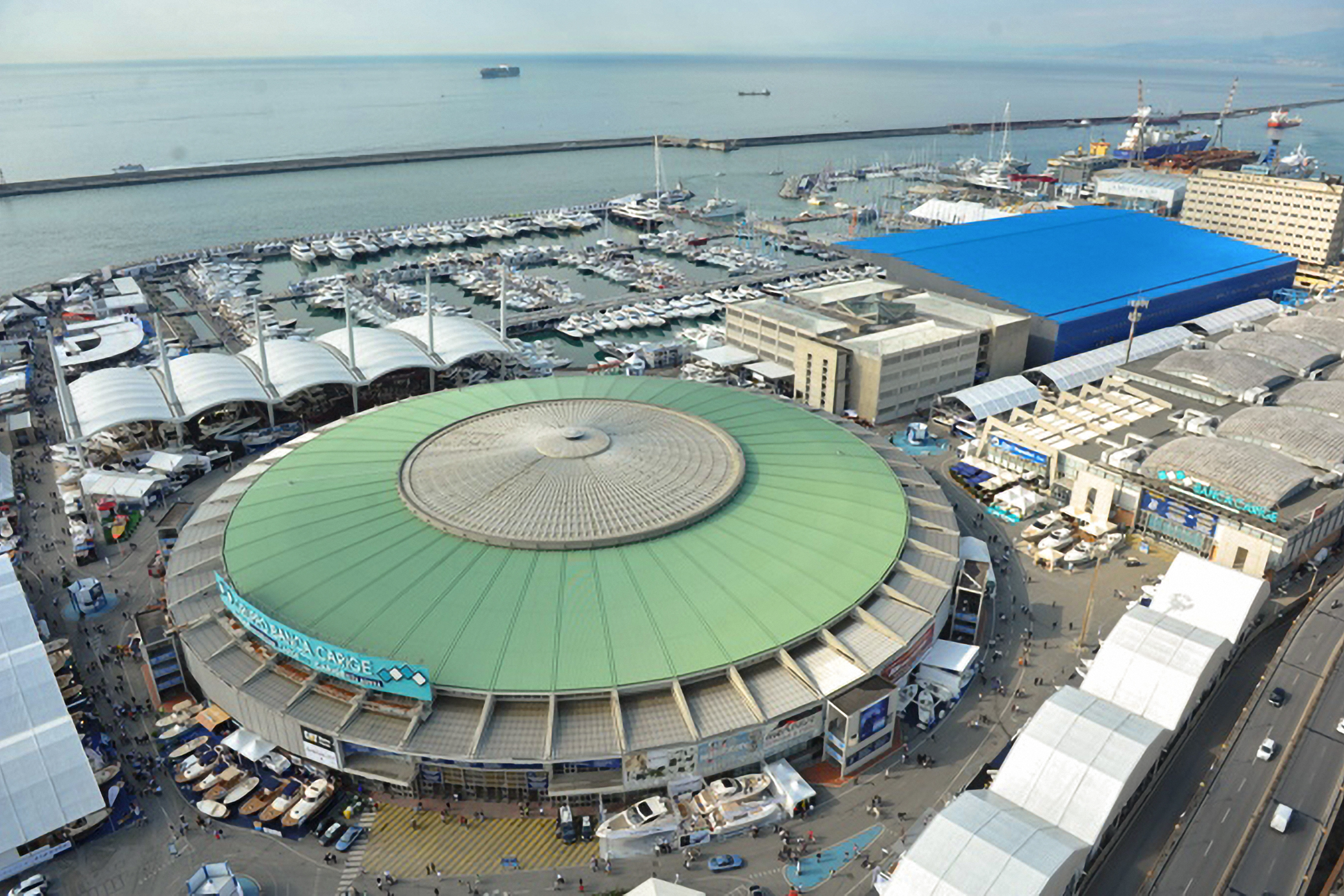
Hala Palasport –⁠ místo konání místrovství

22. Halové mistrovství Evropy v atletice se odehrávalo ve dnech 28. února – 1. března 1992 v italském Janově ve sportovní hale Palasport. Poprvé se na šampionátu uskutečnily víceboje, mužský sedmiboj (Běh na 60 metrů, skok daleký, vrh koulí, skok do výšky, 60 m překážek, skok o tyči, běh na 1000 metrů) a ženský pětiboj (60 m překážek, skok do výšky, vrh koulí, skok daleký, Běh na 800 metrů.

## Medailisté

### Muži
| Soutěž        | Zlato                           | Stříbro                    | Bronz                                  |
| ------------- | ------------------------------- | -------------------------- | -------------------------------------- |
| 60 m          | Jason Livingston 6,53           | Vitalij Savin 6,54         | Michael Rosswess 6,62                  |
| 200 m         | Nikolaj Antonov 20,41           | Daniel Sangouma 20,64      | Alexandr Goremykin 21,09               |
| 400 m         | Slobodan Branković 46,33        | Andrea Nuti 46,37          | David Grindley 46,60                   |
| 800 m         | Luis Javier González 1:46,80    | José Arconada 1:47,16      | Tonino Viali 1:47,22                   |
| 1500 m        | Matthew Yates 3:42,32           | Sergej Melnikov 3:42,44    | Branko Zorko 3:42,85                   |
| 3000 m        | Gennaro Di Napoli 7:47,24       | John Mayock 7:48,47        | José Luis González 7:48,92             |
| 60 m př.      | Igors Kazanovs 7,55             | Tomasz Nagórka 7,69        | Jiří Hudec 7,72                        |
| Chůze na 5 km | Giovanni De Benedictis 18:19,97 | Franc Kosťjukevič 18:25,40 | Stefan Johansson 18:27,95              |
| Skok do výšky | Patrik Sjöberg 2,38 m           | Sorin Matei 2,36 m         | Ralf Sonn 2,29 m Dragutin Topić 2,29 m |
| Skok o tyči   | Pjotr Bočkarjov 5,85 m          | István Bagyula 5,80 m      | Konstantin Semjonov 5,60 m             |
| Skok daleký   | Dmitrij Bagrjanov 8,12 m        | Konstantin Krause 8,04 m   | Jarmo Kärnä 7,96 m                     |
| Trojskok      | Leonid Vološin 17,35 m          | Serge Hélan 17,18 m        | Vasilij Sokov 17,01 m                  |
| Vrh koulí     | Oleksandr Bahač 20,75 m         | Oleksandr Klymenko 20,02 m | Klaus Bodenmüller 19,99 m              |
| Sedmiboj      | Christian Plaziat 6 418 bodů    | Robert Změlík 6 118 bodů   | Antonio Peñalver 6 052 bodů            |

### Ženy
| Soutěž        | Zlato                            | Stříbro                       | Bronz                            |
| ------------- | -------------------------------- | ----------------------------- | -------------------------------- |
| 60 m          | Žanna Tarnopolská 7,17           | Anelia Nunevaová 7,29         | Naděžda Roščupkinová 7,31        |
| 200 m         | Oksana Stepičevová 23,18         | Iolanda Oantaová 23,23        | Sabine Trögerová 23,35           |
| 400 m         | Sandra Myersová 51,21            | Olga Bryzginová 51,48         | Jelena Goleševová 52,07          |
| 800 m         | Ella Kovacsová 1:59,98           | Inna Jevsejevová 2:00,26      | Jelena Afanasjevová 2:00,69      |
| 1500 m        | Jekatěrina Podkopajevová 4:06,61 | Ljubov Kremljovová 4:06,62    | Doina Melinteová 4:06,90         |
| 3000 m        | Margareta Keszegová 8:59,80      | Tetjana Dorovskychová 9:00,15 | Rita Marquardová 9:00,99         |
| 60 m př.      | Ludmila Narožilenková 7,82       | Monique Éwanjé-Épée 7,99      | Jordanka Donkovová 8,03          |
| Chůze na 3 km | Alina Ivanovová 11:49,99         | Ileana Salvadorová 11:53,23   | Beate Andersová 11:55,41         |
| Skok do výšky | Heike Henkelová 2,02 m           | Stefka Kostadinovová 2,02 m   | Jelena Jelesinová 1,94 m         |
| Skok daleký   | Larisa Běrežná 7,00 m            | Marieta Ilcuová 6,74 m        | Ljudmila Ninovová 6,60 m         |
| Trojskok      | Inessa Kravecová 14,15 m         | Sofia Božanovová 13,98 m      | Helga Radtkeová 13,75 m          |
| Vrh koulí     | Natalja Lisovská 20,70 m         | Světla Mitkovová 20,06 m      | Astrid Kumbernussová 19,37 m     |
| Pětiboj       | Liliana Năstaseová 4 701 bodů    | Petra Văideanu 4 677 bodů     | Urszula Włodarczyková 4 651 bodů |

## Medailové pořadí
| Umístění | Stát           | Zlato | Stříbro | Bronz | Celkem |
| -------- | -------------- | ----- | ------- | ----- | ------ |
| 1.       | SNS            | 12    | 8       | 7     | 27     |
| 2.       | Rumunsko       | 3     | 4       | 1     | 8      |
| 3.       | Itálie         | 2     | 2       | 1     | 5      |
| 4.       | Velká Británie | 2     | 1       | 2     | 5      |
| 4.       | Španělsko      | 2     | 1       | 2     | 5      |
| 6.       | Bulharsko      | 1     | 4       | 1     | 6      |
| 7.       | Francie        | 1     | 3       | 0     | 4      |
| 8.       | Německo        | 1     | 1       | 5     | 7      |
| 9.       | SFR Jugoslávie | 1     | 0       | 1     | 2      |
| 9.       | Švédsko        | 1     | 0       | 1     | 2      |
| 11.      | Lotyšsko       | 1     | 0       | 0     | 1      |
| 12.      | Československo | 0     | 1       | 1     | 2      |
| 12.      | Polsko         | 0     | 1       | 1     | 2      |
| 14.      | Maďarsko       | 0     | 1       | 0     | 1      |
| 15.      | Rakousko       | 0     | 0       | 3     | 3      |
| 16.      | Finsko         | 0     | 0       | 1     | 1      |
| 16.      | Chorvatsko     | 0     | 0       | 1     | 1      |